# Al-Baqara

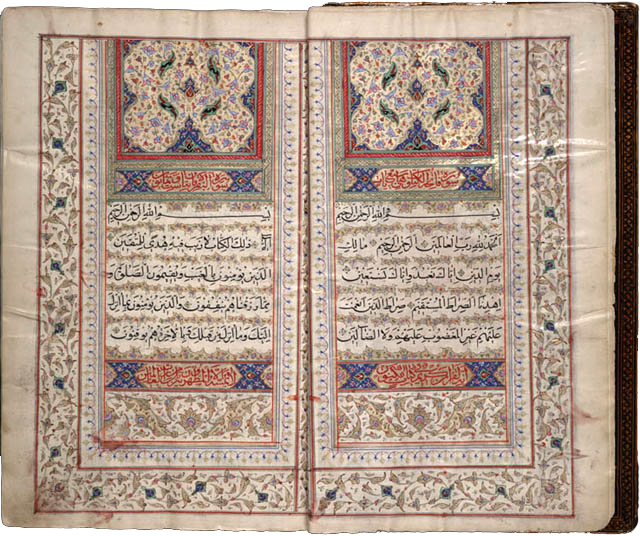
Copia del Corano con pagine della Sura II

Al-Baqara (in arabo البقرة‎? «La Giovenca») è la seconda sūra del Corano (rivelata a Medina subito dopo l'Egira ); con i suoi 286 āyāt (o versetti) è la più lunga – e così, fra gli altri, pure il verso 282 . La Sura Al-Baqara è fondamentale per i Musulmani non solo per la sua lunghezza e per la varietà di argomenti trattati, ma anche per la profondità spirituale e morale delle sue lezioni. Essa rappresenta un compendio della legge islamica e un manuale di vita per i credenti, riflettendo l'essenza dell'Islam come religione completa e universale.
Si noti inoltre l'importanza rivestita dal famoso verso al-Kursī (II:255), come pure dai due āyāt posti in chiusura

## Contenuto

### Introduzione e Fede
- Versetti 1-5: La sura inizia con le lettere mistiche "Alif, Lam, Mim". Viene affermato che il Corano è una guida sicura per i pii, coloro che credono nell'invisibile, osservano la preghiera e spendono in carità.
- Versetti 6-20: Viene descritto il comportamento degli ipocriti e dei miscredenti, che rifiutano la guida nonostante i segni evidenti di Allah.

### Creazione e Primordi dell'Umanità
Versetti 21-39: Allah invita tutta l'umanità a adorarlo, poiché Egli è il loro Creatore. Viene raccontata la storia di Adamo, la sua creazione e la sua caduta dopo aver mangiato dall'albero proibito.

### I Figli di Israele
Versetti 40-123: Un lungo passaggio è dedicato ai Figli di Israele, con una rassegna delle loro benedizioni, delle loro trasgressioni e dei loro profeti. Viene menzionato l'episodio della giovenca, da cui la sura prende il nome, e viene richiesto loro di sacrificare una giovenca come prova della loro fede.

### Leggi e Regolamenti
Versetti 124-242: Viene introdotto il profeta Abramo e il suo ruolo come padre delle nazioni. La sura stabilisce varie leggi riguardanti il digiuno, la preghiera, il pellegrinaggio, il commercio, il matrimonio, il divorzio e altri aspetti della vita quotidiana. È in questo contesto che si trovano i versetti sul Ramadan, che prescrivono il digiuno come dovere religioso.

### Jihad e Giustizia
Versetti 243-253: Si parla della guerra giusta (jihad) e della necessità di combattere per la giustizia e la difesa della fede. Viene raccontata la storia di Talut (Saul) e Jalut (Golia), evidenziando la vittoria dei pii sui miscredenti.

### Storie di Profeti e Segni Divini
Versetti 254-283: Vengono narrate storie di vari profeti e segni divini che dimostrano il potere e la misericordia di Allah. La famosa Ayat al-Kursi (Versetto del Trono) si trova in questo passaggio, esaltando la sovranità e l'onnipotenza di Allah.

### Conclusione e Preghiere
Versetti 284-286: La sura si conclude sottolineando la responsabilità personale e la misericordia di Allah. Si invita i credenti a confidare in Allah, pregando per il perdono e la guida.

## Analisi
Il nome della sura si rifà a una disputa – tra il profeta Mosè e gli Israeliti – in merito a una vacca che avrebbero dovuto sacrificare per conoscere l'assassino di un uomo dilaniato (da non scambiarsi per il famoso episodio biblico [II:51, 54] in cui Mosè proibì l'adorazione di un vitello d'oro).
Ampia è la serie dei temi trattati, fra cui una parte sostanziale della Shari'a e delle origini dell'uomo da Adamo fino a Mosè (passando per Abramo). Un altro tema saliente è quello della guida: invitare gli ebrei e i pagani di Medina ad abbracciare l'Islam, avvertendo questi e gli ipocriti del destino che Dio aveva riservato a quanti in passato avevano ignorato il suo monito.
Infine, la Baqara contiene molti passi relativi all'arte della guerra e alla condotta militare.
(Cor., II:190)